# Blotiella
Blotiella, rod papratnjača iz porodice Dennstaedtiaceae, koja čini dio reda osladolike. U bazi podataka na popisu je 20 vrsta, od kojih 19 u Africi i Madagaskaru i jedna u neotropima (Južna i Srednja Amerika i Karibi)) 

## Vrste
1. Blotiella bouxiniana Pic. Serm.
2. Blotiella confusa Jongkind & W. de Winter
3. Blotiella coriacea Verdc.
4. Blotiella coursii (Tardieu) Rakotondr. ex J. P. Roux
5. Blotiella crenata (Alston) Schelpe
6. Blotiella currorii (Hook.) R. M. Tryon
7. Blotiella glabra (Bory) R. M. Tryon
8. Blotiella hieronymi (Kümmerle) Pic. Serm.
9. Blotiella isaloensis (Tardieu) J. P. Roux
10. Blotiella lanceifolia (J. Agardh) Rakotondr.
11. Blotiella lindeniana (Hook.) R. M. Tryon
12. Blotiella madagascariensis (Hook.) R. M. Tryon
13. Blotiella marojejyensis J. P. Roux
14. Blotiella natalensis (Hook.) R. M. Tryon
15. Blotiella pubescens (Willd. ex Kaulf.) R. M. Tryon
16. Blotiella reducta (C. Chr.) R. M. Tryon
17. Blotiella sinuata (Alston) Pic. Serm.
18. Blotiella stipitata (Alston) Faden
19. Blotiella tisserantii (Alston & Tardieu ex Tardieu) Pic. Serm.
20. Blotiella trichosora Pic. Serm.